# José A. Morales
José Alejandro Morales (El Socorro; 19 de marzo de 1913-Bogotá; 22 de septiembre de 1978) fue un compositor musical colombiano, reconocido por su aporte a la música andina del país, además de ser uno de los que más obras ha dejado. Fue el primer compositor en hacer canción protesta en Colombia, con la canción Ayer me echaron del pueblo.

## Biografía
Inició su desarrollo musical en su tierra. Cuando aún era muy joven, se trasladó a Bogotá, donde desarrollaría casi en su totalidad su carrera artística. Siempre se caracterizó por su talento musical, sus buenos modales, su fino modo de vestir y su actividad intelectual.
En el año 1935 realizó su primera composición en la capital colombiana: un tango titulado Marta.
Realizó su primera grabación musical en los estudios de Sonolux Con las voces e instrumentos, tiple y guitarra de Garzón y Collazos bajo la dirección del maestro Luis Uribe Bueno. Era un sencillo de 78 RPM que contenía su bambuco María Antonia y Arrunchaditos, de Rafael Godoy Grabación, con la que logró que el pueblo colombiano le empezara a reconocer como compositor.
Se desempeñó además como director de relaciones públicas de Sonolux, y como comentarista en diversos programas culturales de radio en varias emisoras de la capital colombiana.

## Obras
El maestro José Alejandro Morales es quizás uno de los más grandes compositores de la música andina colombiana, debido, además, a la enorme cantidad de piezas que escribió, y a que una gran cantidad de sus obras son consideradas verdaderas joyas del folclore andino.
José A. Morales tiene una discografía que incluye 213 composiciones. Algunas de ellas son:
| - Amor Imposible - Mala mujer - María Helena - Luz Alba - Pescador, lucero y río - Campesina Santandereana - Señora Bucaramanga - María Antonia - Hiedra de amor - El corazón de caña - En el silencio - Perdón y olvido - Doña Rosario - Ya se acabaron los machos - Campitos | - Recordar es sufrir - Tiplecito bambuquero - La negra mía - Dende que murió mi negra - Camino viejo - Prefiero no verte - Pueblito viejo - Socorrito - Bambuquito de mi tierra - Amistad - Invasión de amor - Consigna - Cenizas al viento - Yo también tuve veinte años - Soberbia |